# Дунчжі
Дунчжі (кит. спр. 冬至, піньїнь: Dōngzhì, буквально «Вершина зими») — свято зимового сонцестояння в Китаї та країнах китайського культурного впливу. Одне з найважливіших свят річного циклу. Відзначається 22 грудня (іноді за день до або після 22 грудня), коли світловий день найбільш короткий.
Ідея свята бере початок у концепції балансу інь та ян, від якого залежить космічна гармонія. Зі збільшенням світлового дня після зимового сонцестояння енергія ян починає зростати. Символічно це виражається гексаграмою І Цзіна «повернення».

### Традиція

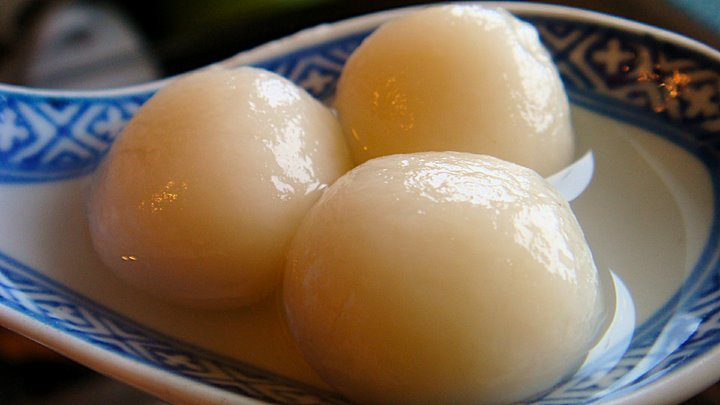
Ложка тан'юаня

За традицією Дунчжі — це свято, на яке збирається вся родина. Це особливо важливо в Південному Китаї, де родичі, зібравшись, їдять солодкий суп з рисовими галушками тан'юань (湯圓) і рисові колобки, що символізують єднання. Часто до святкового столу подається рисове вино, а також зерна липкого рису та квіти духмяноцвіту.
У Північному Китаї на Дунчжі їдять пельмені. Початок цієї традиції приписується лікарю і державному службовцю часів династії Хань Чжан Чжунцзіну, який співчуваючи бідним, які відморозили вуха, наказав приготувати для них пельмені з бараниною. Оскільки пельмені формою нагадують вухо, Чжан назвав цю страву «qùhán jiāoěr tāng» (祛寒嬌耳湯), «супом з пиріжками, що виганяє холод».
У минулі часи у цей день також було необхідно робити жертвоприношення в храмах пращурів. Родичі, зібравшись у храмі, присвяченому спільному предку, після жертви влаштовували спільний бенкет.